# 細野真宏
細野 真宏（ほその まさひろ）は、新潟県出身の予備校講師、経済解説者、映画評論家。受験予備校Hosono's Super School主宰。

## 人物
元々は大学受験における数学の参考書・数学の学習指導で有名であり、1990年代には文化放送のラジオ番組『大学受験ラジオ講座』（後番組の『KEISETSUアルシェITEMAEラジオ』を含む）に出演していた。当時、細野は現役の大学生・大学院生であり、学業の傍ら受験生に数学をあらゆるメディア（雑誌、ラジオ、ビデオ講座など）で教えていた。
2000年代に入ると、経済に関する書籍も多数発行しており、現在は受験数学及び経済の著書で有名である。
2008年に福田康夫内閣が開催した社会保障国民会議の委員を務め、その際に日本の「金融・経済教育の問題の深刻さ」を認識して書き上げた、自身初となる新書『「未納が増えると年金が破綻する」って誰が言った？』はamazonの2009年度の新書部門で年間ベストセラー売上1位を記録した。
2010年に「年金」と「消費税」と「財政」と「社会保障」の全体像を解説した『最新の経済と政治のニュースが世界一わかる本！』を書き上げ、週刊誌や新聞紙、ラジオなど幅広い媒体で取り上げられ話題になる。
2011年には、厚生労働省が実施する社会保障の教育推進に関する検討会の委員に就任。同年、第50回「ビジネス広告大賞」の審査委員長に就任。

## 主な著書

### 思考力
- 「未納が増えると年金が破綻する」って誰が言った？～世界一わかりやすい経済の本～　扶桑社新書
- 細野真宏の　数学嫌いでも「数学的思考力」が飛躍的に身に付く本！　小学館

### 経済
- カリスマ受験講師 細野真宏の経済のニュースが良く分かる本 日本経済編　小学館
- カリスマ受験講師 細野真宏の経済のニュースが良く分かる本 世界経済編　小学館
- カリスマ受験講師 細野真宏の経済のニュースが良く分かる本 銀行・郵貯・生命保険編　小学館

### 政治
- 細野真宏の最新の経済と政治のニュースが世界一わかる本! 　文藝春秋

### 株
- 細野真宏のニュースでわかる世界一わかりやすい株の本　文藝春秋
- 細野真宏の世界一わかりやすい株の本　文藝春秋
- 細野真宏の世界一わかりやすい株の本 実践編　文藝春秋

### 数学
- 「HOSONO METHOD　1週間集中講義シリーズ」＜小学館＞
- 細野真宏の確率が本当によくわかる本（数I・A）
- 細野真宏の数と式〈整数問題〉が本当によくわかる本（数Ⅰ・Ⅱ）
- 細野真宏の2次関数と指数・対数関数が本当によくわかる本（数Ⅰ・Ⅱ）
- 細野真宏のベクトル平面図形が本当によくわかる本（数B）
- 細野真宏の積分計算が本当によくわかる本（数Ⅲ）
- 細野真宏のベクトル空間図形が本当によくわかる本（数B）
- 細野真宏の微分が本当によくわかる本（数Ⅲ）
- 細野真宏の極限が本当によくわかる本（数Ⅲ）
- 細野真宏の 複素数平面が本当によくわかる本

### 家計簿
- 細野真宏のつけるだけで「家計力」がアップする家計ノート 2010　小学館
- 細野真宏のつけるだけで「家計力」がアップする家計ノート 2011　小学館
- 細野真宏のつけるだけで「家計力」がアップする家計ノート 2012　小学館[2][3]
- 細野真宏のつけるだけで「節約力」がアップする家計ノート 2013 小学館 ISBN 978-4091022905

## 出演
- 大学受験ラジオ講座（文化放送）
- KEISETSUアルシェITEMAEラジオ（文化放送）
- 上柳昌彦　ごごはん（ニッポン放送）
- 近藤丈靖の独占!ごきげんアワー（BSNラジオ）「興味津津クラブ」
- そうだったのか!学べるニュース（テレビ朝日）

## 主な連載
- 「週刊朝日」
新連載陣が激論！細野真宏vs.藤巻健史「日本経済は本当に破綻するのか』

- 「月刊　ネットマネー」NETM@NEYwww.netmonet-ewb.com（産経新聞社出版）
細野「最新」経済ニュース読解視点ポイント

- 「月刊　TVnavi　テレビナビ」（産経新聞社出版）
カリスマ講師　細野真宏の「頭が良くなる映画のはなし」